# Stiphodon sapphirinus
Stiphodon sapphirinus är en fiskart som beskrevs av Watson, Keith och Marquet 2005. Stiphodon sapphirinus ingår i släktet Stiphodon och familjen smörbultsfiskar. IUCN kategoriserar arten globalt som livskraftig. Inga underarter finns listade i Catalogue of Life.